# ريغان بول
ريغان بول (بالإنجليزية: Regan Poole)‏ هو لاعب كرة قدم بريطاني في مركز الدفاع، ولد في 18 يونيو 1998 في كارديف في المملكة المتحدة. شارك مع منتخب ويلز تحت 21 سنة لكرة القدم. أما مع النوادي، فقد لعب مع مانشستر يونايتد وميلتون كينز دونز ونورثامبتون تاون ونيوبورت كونتي.

## وصلات خارجية
- ريغان بول على موقع الاتحاد الأوربي (الإنجليزية)
- ريغان بول على موقع قاعدة بيانات كرة القدم.إي يو (الإنجليزية)
- ريغان بول على موقع Soccerbase.com (لاعب) (الإنجليزية)
- ريغان بول على موقع Soccerway.com (الإنجليزية)
- ريغان بول على موقع عالم كرة القدم.نت (الإنجليزية)
- ريغان بول على موقع AS.com (الإسبانية)